# Minometná kopule
Minometná kopule je označení pro pevný pancéřový prvek budovaný v rámci stálého železobetonového opevnění, jehož výzbroj tvořily minomety. Přeneseně se také jedná o označení celého železobetonového objektu, v němž je tato kopule osazena.

## V československém opevnění

### Vývoj věží a kopulí
Původní projekty počítaly v rámci československého opevnění budovaného před druhou světovou válkou v letech 1935–1938 s minometnou otočnou a výsuvnou věží, která měla být paralelou k dělostřelecké otočné a výsuvné věži. Ředitelství opevňovacích prací (ŘOP) zadalo vývoj věže Škodě Plzeň, která měla do konce srpna 1937 předložit předběžný projekt. Samotná věž měla být tvořena pevně zabetonovaným předpancířem a výsuvnou a otočnou střeleckou místností se dvěma 9cm minomety (tzv. zbraň G). Mělo se tedy jednat o stejnou koncepci jako v případě dělostřelecké věže. Zachoval se výkres z 25. srpna 1937 a dále jeho upravená varianta ze 14. září 1937, kde byly změněny některé technické parametry. Zároveň v té době probíhal vývoj samotného 9cm minometu, který ale poznamenala těžká nehoda při zkušebních střelbách v říjnu 1937. Kvůli ní musela být konstrukce minometu upravena, což si vyžádalo zpoždění minimálně do května roku 1938.
Rovněž projekt věže byl vzhledem k ostatním pevnostním prvkům značně opožděn, výkres z 22. ledna 1938 zobrazuje zcela přepracovaný projekt již pouze otočné věže bez vysouvacího mechanismu. Následují další dva výkresy upravené konstrukce otočné minometné věže z 2. února a 1. března 1938.
Úspěšné zkoušky 9cm minometu v červenci 1938 znamenaly jeho zavedení do výzbroje armády. Při těchto zkouškách ale Škoda předvedla i nový 12cm polní minomet, o který se vojsko zajímalo již od jeho projektu na konci roku 1937. Vojenská správa byla touto zbraní natolik zaujata, že projektanti ŘOPu začali zpracovávat zcela odlišný projekt minometné kopule pro 12cm minomety. Jednalo se o pevně zabetonovaný předpancíř, který měl otočný pouze vrchlík, do něhož by ústily oba minomety ukryté pod touto pancéřovou kopulí a upevněné v otočné lafetě. Dochovaly se celkem tři různé výkresy odlišného technického zpracování (z 20. srpna, nedatován a z 14. října 1938). 21. září byl ze strany ŘOP ukončen projekt G/RO (tedy otočné minometné věže) s tím, že bude dále bude zpracováván pouze projekt B12/JA (minometná kopule s otočným vrchlíkem). Po obsazení pohraničí německým vojskem začátkem října 1938 byl projekt kopule zastaven, Škoda ale přesto dokončila a zpracovala připomínky ŘOPu ze září toho roku a 14. října vydala upravenou dokumentaci kopule.
O projekt kopule i samotného 12cm minometu se po vzniku protektorátu začali zajímat Němci. Škoda si proto ponechala dřevěný model střelecké místnosti kopule B12/JA, model věže G/RO však byl jako nepotřebný zrušen. Nakonec byl projekt v únoru 1940 zcela ukončen, žádná kopule nebyla vyrobena a 12cm minomet existoval pouze v jediném předváděcím kuse v polním provedení.

### Popis objektů pro minometnou kopuli
Minometné věže byly plánovány výhradně pro dělostřelecké tvrze. Bylo to dáno především technickou i finanční náročností takových objektů. Po přepracování projektu na kopuli se ale ŘOP rozhodlo o využití tohoto prvku i v samostatných objektech, které měly nahradit zamýšlené minometné sruby.

#### Tvrzové objekty
Tvrzové objekty pro minometnou kopuli měly být vystavěny zcela pod úrovní zemského povrchu, viditelný by tak byl pouze železobetonový strop, který by dosahoval až 3,5metrové tloušťky. V tomto stropu by existovala šachta pro samotnou pancéřovou kopuli, kde by byly umístěny hlavní zbraně objektu, tedy dvojice minometů (v případě tvrzí Jírová hora a Poustka měl mít objekt dvě kopule). Pro blízkou obranu mohl mít objekt ještě pancéřový zvon pro lehký kulomet.
Celkem měl mít objekt tři patra. Horní bylo tvořeno pouze střeleckou místností krytou pancéřovou kopulí. Do ní byl přístup po žebříku ze středního patra, kde se nacházelo především příruční skladiště munice (tzv. skladiště M3), a do kterého ústilo schodiště i výtah z podzemí. Spodní patro objektu (rovněž přístup ze schodiště a výtahu) by bylo půdorysně menší, byly by zde zřízeny ubikace osádky či filtrovna.
Tvrzové objekty neměly mít samostatný východ na povrch, byly by pouze napojeny schodišťovou a výtahovou šachtou na podzemí tvrze. Výjimkou měl být pouze objekt tvrze Orlík, která měla být zcela atypická bez podzemí, neboť se primárně mělo jednat o výcvikový tábor.
V rámci tvrze byly minometné věže (kopule) vzhledem k nepřímým palbám horní skupinou úhlů navrhovány do skryté polohy na svazích odvrácených od nepřítele tak, aby nemohly být ohroženy přímou palbou. Dostřel poslední uvažované zbraně, 12cm minometu, měl být v rozmezí od 250 do 7 500 m, objekty tak mohly svou palbou chránit jak sruby vlastní tvrze, tak i vzdálené pevnosti. Hlavním úkolem ale bylo postřelování hluchých prostor v pevnostní linii v okruhu 360°.

#### Izolované objekty
Objekty stojící samostatně za hlavní obrannou linií měly v hornatých oblastech doplňovat minomety umístěné v běžných pěchotních srubech. Jelikož se ale projektová dokumentace nedochovala a také samotný projekt byl v kritickém období září a října 1938 zřejmě v počátcích, neexistuje věrohodný zdroj, jak měl takový objekt vypadat. Podle dostupných informací lze soudit, že izolovaný objekt pro minometnou kopuli měl vzniknout spojením tvrzového objektu pro minometnou kopuli a části vchodového srubu, neboť stejným způsobem byl vyprojektován izolovaný dělostřelecký srub.
Zapracováním minometných kopulí i do samostatných objektů tak zanikl problém minometných srubů, které by měly pouze konstantní palebný vějíř 60°. Minometné kopule naopak mohou postřelovat okolí v okruhu 360°.

### Plánované objekty
Objekty pro minometné věže a později kopule byly plánovány pro většinu tvrzí československého opevnění. Ačkoliv se žádný objekt nepodařilo vybudovat, nejdále stavba pokročila v případě tvrze Adam, která až na objekt pro minometnou kopuli byla jinak stavebně zcela dokončena. Bylo též vyraženo a vybetonováno podzemí s muničními sály pro minomety a schodišťovou a výtahovou šachtou s plánovanému objektu.
Následující tabulka zobrazuje počet a umístění minometných kopulí dle stavu, který byl plánován v září 1938:
| Tvrz        | Objekt   | Počet kopulí v objektu | Počet zvonů v objektu |
| Orel        | MO-S 20c | 1                      | 0                     |
| Šibenice    | OP-S 33a | 1                      | 0                     |
| Orlík       | MV       | 1                      | ?                     |
| Adam        | K-S 44   | 1                      | 1                     |
| Skutina     | N-S 51   | 1                      | 1                     |
| Dobrošov    | N-S 77   | 1                      | 1                     |
| Jírová hora | T-S 14   | 2                      | 1                     |
| Poustka     | T-S 50   | 2                      | 0                     |
| Babí        | T-S 79   | 1                      | 0                     |
| Babí        | T-S 80   | 1                      | 1                     |

Další minometné věže byly plánovány v rámci tvrzí Milotický vrch a Kronfelzov, jejichž stavba ale byla zrušena již v roce 1937.
O výstavbě konkrétních samostatných objektů pro minometné kopule na severní hranici nebylo do září 1938 rozhodnuto. Na jižní Moravě měly izolované minometné kopule a izolované dělostřelecké sruby nahradit dělostřelecké tvrze, proto bylo zde bylo naplánováno celkem pět objektů pro minometnou kopuli (MJ-S 6a, 14a, 31a, 36a a 40a).